# Tazara

Sieć kolejowa tanzanii

Tazara – linia kolejowa łącząca Dar es Salaam w Tanzanii z Zambią. Linia została wybudowana w latach 70. XX w. w celu zapewnieniu Zambii połączenia kolejowego z portem morskim z pominięciem Rodezji (dzisiejsze Zimbabwe). W przeciwieństwie do innych tras kolejowych Tanzanii, które mają tor o rozstawie 1000 mm, linia ta ma rozstaw 1067 mm (rozstaw przylądkowy).

## Historia

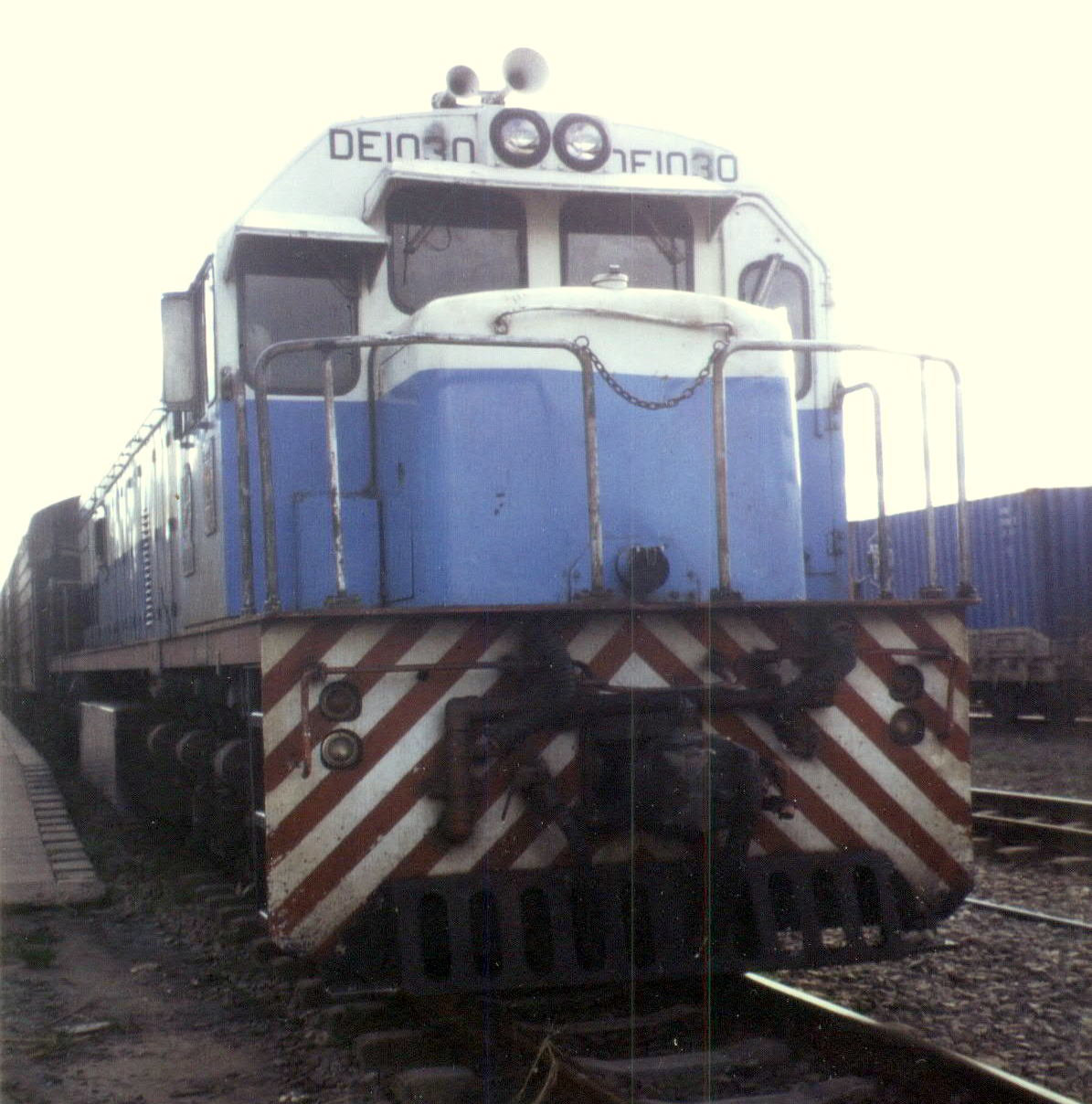
lokomotywa General Electric U30C na stacji Mlimba

Linia została zbudowana przez firmy Chińskiej Republiki Ludowej i była jednym z pierwszych dużych przedsięwzięć komunistycznych Chin poza granicami kraju. Oprócz wsparcia technicznego inwestycji Chiny zapewniły także wsparcie finansowe w postaci korzystnie oprocentowanych kredytów. Budowa linii trwała sześć lat, od roku 1970 do 1975.

## Trasa
- Kapiri Mposhi (1258 m) – węzeł kolei zambijskich
- Serenje (1424 m)
- Mpika (1499 m)
- Kasama, Zambia (1240 m)
- Nseluka (1355 m)
- Tunduma, Tanzania (1301 m)
- Mbeya (1661 m)
- Mlimba (303 m)
- Ifakara (192 m)
- Kidatu (294 m) – stacja mająca połączenie z siecią tanzańską o rozstawie 1000 mm
- Dar es Salaam – port oceaniczny, stolica Tanzanii